# Crimp
Crimp är ett slags handgrepp inom klättring. Att krimpa innebär att hålla i en liten list med fingertopparna,  med fingrarnas mittersta led i mindre än nittio graders vinkel och med tummen över pekfingrets yttersta led (sluten crimp), eller utan tumme (öppen crimp).